# Saint-Claud
Saint-Claud ist eine französische Gemeinde mit 1033 Einwohnern (Stand 1. Januar 2022) im Département Charente in der Region Nouvelle-Aquitaine; sie gehört zum Arrondissement Confolens und zum Kanton Charente-Bonnieure.

## Geographie
Der Ort liegt im Tal des Son, der weiter unterhalb den Namen Son-Sonnette annimmt und als solcher in den Fluss Charente mündet.

## Bevölkerungsentwicklung
| Jahr      | 1793 | 1856 | 1901 | 1962 | 1968 | 1975 | 1982 | 1990 | 1999 | 2007 | 2016 |
| Einwohner | 1985 | 2041 | 1729 | 1093 | 1051 | 1004 | 1128 | 1128 | 1062 | 1099 | 1057 |

## Persönlichkeiten
- Jean-Pierre Rousselot (1846–1924), Phonetiker und Dialektologe, in Saint-Claud geboren